# Made in England
Made in England – 25. studyjny album brytyjskiego piosenkarza Eltona Johna, wydany 20 marca 1995. Dedykowany jest Davidowi Furnishowi – partnerowi muzyka. Poświęcony był także pamięci Denisa Gauthiera i Petera Williamsa.

## O albumie
"Believe" – pierwszy singel z albumu miał swą premierę na żywo we wrześniu 1994 podczas koncertu w Los Angeles. Koncert był częścią trasy promującej w dalszym ciągu soundtrack z filmu Król lew. Utwór doszedł do 15. miejsca w notowaniach w Wielkiej Brytanii i do 13. miejsca w Stanach Zjednoczonych (był to jedyny utwór z tego albumu, który w USA dostał się do zestawienia Top 10. Podczas trasy promującej najnowszy album, John odwiedził jeszcze Francję, Włochy, Brazylię, Argentynę, Chile, Peru, Szwajcarię, Wielką Brytanię, Japonię, a także Polskę.
Podczas sesji nagraniowych, które odbyły się w okresie luty-kwiecień 1994 zarejestrowano więcej materiału, niż 11 piosenek, które ostatecznie trafiły na krążek. Do dziś niedostępne są: „Building a Bird”, „Leaves”, „Hell”, „Skin”, „Tick-Tock”, alternatywne wersje utworów „Belfast” i „Believe”. Niektóre z wówczas nagranych piosenek zostały zrealizowane w późniejszym czasie, np.: „Live Like Horses” (pojawiło się na wydanym w 1997 albumie The Big Picture), „Red” (użyte na francuskim kompilacyjnym albumie Sol En Si). Piosenka „Building a Bird” została nagrana również przez Nigela Olssena i wykorzystana na jego albumie Move the Universe wydanym w 2001 roku.

## Lista utworów
1. „Believe” – 4:55
2. „Made in England” – 5:09
3. „House” – 4:27
4. „Cold” – 5:37
5. „Pain” – 3:49
6. „Belfast” – 6:29
7. „Latitude” – 3:34
8. „Please” – 3:52
9. „Man” – 5:16
10. „Lies” – 4:25
11. „Blessed” – 5:01

## Single
| Data wydania w UK | Singiel           | Gdzie?          | pozycje         |
| ----------------- | ----------------- | --------------- | --------------- |
| 20 lutego 1995    | „Believe”         | Cały świat      | #15 UK, #13 USA |
| 8 maja 1995       | „Made in England” | Cały świat      | #18 UK, #52 USA |
| grudzień 1995     | „Blessed”         | Nie wydano w UK | #34 USA         |
| 22 stycznia 1996  | „Please”          | Tylko w UK      | #33 UK          |